# Lluís Companys
Lluís Companys i Jover  (El Tarròs, Tornabous, 21 de junho de 1882 — Barcelona, 15 de outubro de 1940) foi um político e advogado catalão, de ideologia catalanista e republicana, desde 1934 líder da Esquerda Republicana da Catalunha e Presidente da Generalidade da Catalunha durante a Guerra Civil Espanhola e no exílio francês, até ao seu fuzilamento pelas autoridades franquistas.
Exilado após a Guerra Civil, foi capturado por um agente da polícia franquista que colaborava com a Gestapo. Foi extraditado para a Espanha, torturado, submetido a uma farsa de Conselho de Guerra e sumariamente fuzilado.

## Juventude
Filho dos camponeses proprietários Josep Companys e Maria Lluïsa de Jover e licenciado em Direito pela Universidade de Barcelona, Companys participou desde novo na vida política da Catalunha. Em 1906, por causa do incêndio por militares das redacções das revistas catalanistas Cu-Cut! e La veu de Catalunya, participou na criação da Solidaritat Catalana. Posteriormente afiliou-se à efémera Unió Federal Nacionalista Republicana, de cuja seção juvenil foi presidente. Prova desta intensa actividade juvenil é que foi detido quinze vezes, sendo apontado após a Semana Trágica de Barcelona de 1909 como "indivíduo perigoso" nos relatórios policiais.
Com Francesc Layret, Companys representou a ala esquerdista-operária do Partit Republicà Català (Partido Republicano Catalão), em cuja representação conseguiu o cargo de vereador de Barcelona em 1917. Em Novembro de 1920 foi detido junto a Salvador Seguí, Marti Barrera e Josep Viadiu entre outros sindicalistas e deportado para Maó nas (ilhas Baleares), após o qual foi assassinado Layret quando se dispunha a assumir a sua defesa. Apesar da sua deportação, nas Eleições legislativas de Dezembro de 1920 Companys foi eleito deputado por Sabadell no lugar que devia ocupar o falecido Layret, conseguindo a imunidade parlamentar que o livrará da prisão.
Foi um dos fundadores da Unió de Rabassaires em 1922, para a qual trabalhou como advogado e director da revista La Terra durante os anos da ditadura de Primo de Rivera.
Novamente preso, não pôde assistir à Conferência de Esquerdas celebrada entre 12 e  19 de março de 1931 da qual nasceu a Esquerda Republicana da Catalunha, mas foi eleito membro executivo do partido em nome do Partit Republicà Català. Graças aos seus vínculos com o mundo do trabalho e do sindicalismo, Companys deu um maior prestígio á Esquerda Catalã na opinião pública de esquerdas, pois até então era considerado um partido progressista de pequeno burguês.

## Segunda República
Nas eleições municipais de 12 de abril de 1931 foi eleito vereador da Câmara Municipal de Barcelona pela Esquerda Republicana da Catalunha. A 14 de abril acedeu, com Amadeu Aragay, Lluhí i Vallesà e outros à varanda do Município e proclamou a república na Catalunha, depondo o prefeito de transição Antonio Martínez Domingo.
A 16 de abril de 1931 foi designado governador civil de Barcelona, cargo que ocupou até o mês de Maio em que foi substituído por Carlos Esplá.
A 28 de junho de 1931, por ocasião das Eleições gerais espanholas de 1931, foi eleito deputado por Barcelona. Exercerá a chefia nas Cortes espanholas do grupo parlamentar de Esquerra, promovendo a aprovação do Estatuto de autonomia da Catalunha de 1932, com o maior nível possível de autogoverno, a agilização dos atribuição de competências e a legislação agrária.
A 20 de novembro de 1932, por ocasião das Eleições ao Parlamento da Catalunha de 1932, foi eleito deputado do Parlamento da Catalunha por Sabadell. Posteriormente, a 19 de dezembro de 1932, foi eleito primeiro presidente do Parlamento. Companys compatibilizou as atas de deputado nas Cortes espanholas e no Parlamento da Catalunha que presidiu até meados de 1933, quando o abandonou para integrar-se no governo da República, o último presidido por Manuel Azaña durante a primeira legislatura Republicana. Entre Junho e Novembro de 1933 ocupou o cargo de Ministro da Marinha. Ao mesmo tempo, continuando com a sua afeição aos trabalhos na imprensa escrita que iniciara na sua juventude, de Novembro de 1931 até Janeiro de 1934 dirigiu La Humanitat, o órgão oficial de ERC.
Após a morte de Francesc Macià, a 1 de janeiro de 1934 foi eleito Presidente da Generalidade da Catalunha pelo Parlamento Catalão. Durante 1934 impulsionou a polémica Lei de Contratos de Cultivo da Catalunha, que o levou a enfrentar os grandes proprietários e o Governo central.
Após a entrada no Governo da República da Confederação Espanhola de Direitas Autônomas (CEDA) e ao ser convocada a greve revolucionária de Outono em todo o país, a 6 de outubro de 1934 proclamou o "Estado Catalão" dentro da República Federal Espanhola desde a varanda da Generalitat. Após a intervenção militar dirigida pelo comandante-em-chefe da quarta divisão orgânica, o general Batet, Companys foi detido com o governo catalão em pleno e encarcerado no buque Uruguay, fundeado no porto de Barcelona; o Estado Catalão foi abolido. Suspendido o Estatuto de autonomia da Catalunha foi transferido para Madrid, onde foi julgado e condenado por rebelião a 6 de junho de 1935 pelo Tribunal de Garantias Constitucionais, por dez votos a favor e oito contra, junto a todo o Governo catalão, a trinta anos de prisão e inabilitação absoluta. Posteriormente foi transferido para a Prisão de El Puerto de Santa María em (Cádis).

## Guerra Civil
| “ | Tornarem a sofrir, tornarem a lluitar, tornarem a guanyar! (Voltaremos a sofrer, voltaremos a lutar, voltaremos a ganhar!) | ” |

Libertado em 1936 após a vitória da Frente Popular, e prevendo um possível golpe militar nomeou o capitão Frederic Escofet como Comissário Geral de Ordem Pública da Catalunha.
Após o insucesso do golpe de Estado de 18 de Julho em Barcelona, Companys decidiu deixar partir pelo porto de Barcelona em barcos estrangeiros umas cinco mil pessoas suspeitas de terem pouca simpatia para com a II República cuja segurança não podia garantir num clima de exaltação causado pela grande quantidade de assassinatos que ocorreram na retaguarda nos dias posteriores.
Durante toda a guerra encabeçou o Governo da Catalunha visando manter a unidade entre os partidos e sindicatos que o apoiavam. Contudo, isso foi muito difícil pelas tensões entre comunistas e socialistas agrupados no Partido Socialista Unificado da Catalunha e anarquistas da Confederação Nacional do Trabalho, apoiados estes últimos pelo POUM. A partir de Outubro de 1937 travaram-se os seus confrontos com o Governo Republicano de Juan Negrín, instalado em Barcelona, e em Abril de 1938, após a ocupação de Lérida, escreveu uma amarga carta ao Presidente do Governo espanhol, queixando-se das arbitrariedades que estava a cometer e da marginalização que sofria o Governo Catalão.

## Exílio, extraditação e morte
Após a ocupação da Catalunha pelas tropas franquistas, a 5 de fevereiro de 1939 exilou-se em Perpinhã (França), deslocando-se depois para Paris para trabalhar na representação no exílio da Generalidade da Catalunha. Quis terminar os seus dias em La Baule-les-Pins (Loire-Atlantique) mantendo-se na França apesar do perigo que corria numa tentativa por não perder o contato com o seu filho Lluís Companys i Micó (1911–1956), que padecia de uma grave doença mental. Este filho fora fruto do seu primeiro matrimónio. 
Foi ali que foi capturado por agentes alemães da Gestapo a 13 de agosto e extraditado para Espanha em 29 de agosto de 1940.
A entrega ao governo franquista foi realizada através da fronteira de Irún. Transferido para a Direção Geral de Seguridade em Madrid, permaneceu ali até 3 de outubro de 1940, sendo torturado. Daí foi enviado para o Castelo de Montjuic, que servia de prisão. Ali foi julgado em conselho de guerra a 14 de outubro. Como fora julgado como rebelde numa aplicação retroativa da Lei de Responsabilidades Políticas por um tribunal especial de Barcelona, somente foi julgado e sentenciado por "Adesão à rebelião militar", numa única jornada por um tribunal militar sumaríssimo sem garantias. Após uma deliberação que durou umas poucas horas, foi sentenciado á morte por fuzilamento. O ditador Franco deu o "ciente", pelo qual o fuzilamento ocorreu à alba do dia seguinte, 15 de outubro de 1940, no fosso de Santa Eulália do castelo de Montjuic. Companys não quis que lhe fosse posta uma venda nos olhos e morreu dizendo:
| “ | Assassineu un home honrat. Per Catalunya! (Assassinais um homem honrado. Pela Catalunha!) | ” |

## Posterioridade
O Estádio Olímpico em Barcelona leva o seu nome. Neste estádio foram celebradas as provas de atletismo dos Jogos Olímpicos de verão de Barcelona em 1992.